# VK 30.01 (P)
Pour l'article général sur les chars allemands de la Seconde Guerre mondiale, voir Panzer.
Le VK 30.01 (P) a été la désignation officielle pour un projet infructueux de chars lourds produit par Porsche pour la Wehrmacht dans l'Allemagne nazie pendant la Seconde Guerre mondiale.
Le développement de ce véhicule a commencé entre 1940 et 1941, et fait suite à l'abandon du prototype D.W.2. Deux coques de prototype ont été faites. Le char n'est jamais entré en production en série, mais a été développé plus tard sous la dénomination de VK 45.01 (P) Tiger. Le VK 30.01 (P) était parfois connu, et désigné sous le nom de Porsche Typ 100,.

## Conception
En 1937, l'armée allemande a exprimé le besoin de s'équiper d'un char de 30 tonnes. Dans un premier temps, Henschel propose deux prototypes, le D.W.1 et le D.W.2, rapidement abandonnés du fait de l'évolution des chars soviétiques. Relancés dans une nouvelle phase d'expérimentation, Henschel et Porsche - entre autres - répondent à la demande. Les chars issus de ce nouveau programme furent référencés en VK 30.xx (X) et ont été développés à des degrés divers par quatre sociétés différentes: Porsche, Henschel & Sohn, MAN, et Daimler Benz. La version Porsche a ainsi été  nommée VK 30.01 (P),.

## Développement
Les exigences pour le nouveau développement d'un schwerer Panzerkampfwagen (char lourd) de 30 tonnes ont inclus la capacité de monter au moins le canon principal KwK L/24 de 7,5 cm avec l'objectif d'adapter éventuellement le KwK L/28 de 10,5 cm,,. Plus tard, en 1941, l'armée allemande rencontra des véhicules blindés ennemis, comme le T-34 et le KV-1 soviétiques . Les plans ont alors été dessinés pour monter plutôt le KwK L/56 de 8.8 cm  plus efficace.
Krupp a été directement contacté par Porsche pour produire la tourelle pour loger le KwK L/56 de 8,8 cm et les deux équipes ont travaillé ensemble pour développer le châssis VK 30.01 (P). Un dessin entièrement développé avec la tourelle de Krupp a été accompli, daté du 5 mars 1941. La tourelle de Krupp allait être utilisée sur le Tiger (P) et le Henschel- Tiger I.
Peu fréquent pour les chars à l'époque, Porsche a sélectionné une motorisation essence/électrique,. Les barbotins, situés à l'avant, sont entraînés par deux moteurs électriques montés vers l'avant dans la caisse. Deux moteurs à essence V-10 refroidis par air, montés à l'arrière du véhicule, étaient reliés chacun à un générateur pour produire de l'électricité. L'électricité générée était utilisée pour alimenter les moteurs. Chaque moteur produisait 210 ch à 2500 tr/min; Un total de 420 ch était donc disponible pour alimenter les générateurs.

## Jeux vidéo
- Le VK 30.01 (P) fait son apparition dans le jeu vidéo World of Tanks, en tant que char lourd (char moyen sur console) de tier VI, dans l'arbre technologique Allemand.